# Sikandra Rao
Sikandra Rao – miasto w północnych Indiach w stanie Uttar Pradesh, na Nizinie Hindustańskiej.
Populacja miasta w 2001 roku wynosiła 38485 mieszkańców.